# Termospermina sintasi
La termospermina sintasi è un enzima numero EC 2.5.1.79 appartenente alla classe delle transferasi, che catalizza la seguente reazione:
S-adenosil-metioninammina + spermidina {\displaystyle \rightleftharpoons } S-metil-5'-tioadenosina + termospermina + H+